# Zoquipak
Zoquipak är en ort i Mexiko.   Den ligger i kommunen Chicoasén och delstaten Chiapas, i den sydöstra delen av landet, 700 km öster om huvudstaden Mexico City. Zoquipak ligger 334 meter över havet och antalet invånare är 186.
Terrängen runt Zoquipak är varierad. Zoquipak ligger nere i en dal. Runt Zoquipak är det ganska glesbefolkat, med 47 invånare per kvadratkilometer. Närmaste större samhälle är Bochil, 19,3 km öster om Zoquipak. I omgivningarna runt Zoquipak växer huvudsakligen savannskog.